# プラデュムナ

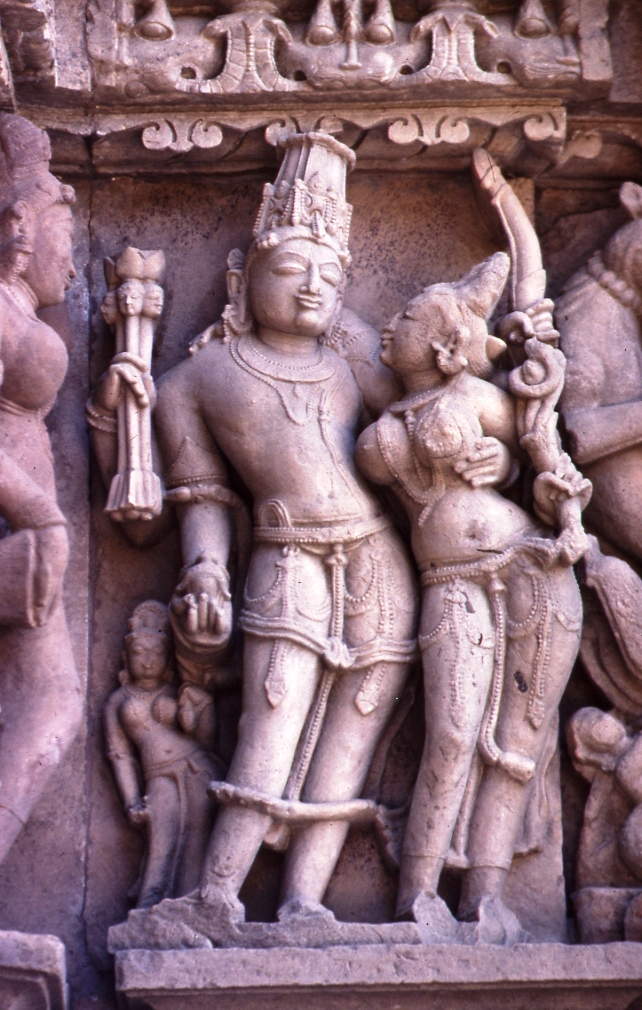
カーマとラティ。

プラデュムナ（梵: प्रद्युम्न, Pradyumna）は、インド神話の人物である。愛神カーマの生まれ変わりとされ、ヴリシュニ族の王クリシュナとルクミニーの子。チャールデーシュナ、スデーシュナ、チャールデーハ、スチャール、チャールグプタ、バドラチャール、チャールチャンドラ、ヴィチャール、チャールと兄弟。ルクミンの娘ルクマヴァティーと結婚してアニルッダをもうけた。
カーマの生まれ変わりであるプラデュムナを見た女性は魅了されずにはいられなかったと語られている。バララーマ、ヴァスデーヴァ、シャームバ、アニルッダとともに、ヴリシュニ族の5人の英雄の1人とされ、またクリシュナ、バララーマ、アニルッダとともに、ヴィシュヌ神のアヴァターラの1つと説かれている。

## 神話

### 前世
プラデュムナの系図（『バーガヴァタ・プラーナ』より）
|  |  |                    |                    |                    |                    | ヴァスデーヴァ     | ヴァスデーヴァ     | ヴァスデーヴァ | ヴァスデーヴァ | ヴァスデーヴァ | ヴァスデーヴァ |              |              |              |              |            |            |            |            |            |            | ビーシュマカ | ビーシュマカ | ビーシュマカ | ビーシュマカ | ビーシュマカ     | ビーシュマカ     |                  |                  |                  |                  |          |          |              |              |              |              |              |              |  |  |  |  |  |  |  |  |
|  |  |                    |                    |                    |                    | ヴァスデーヴァ     | ヴァスデーヴァ     | ヴァスデーヴァ | ヴァスデーヴァ | ヴァスデーヴァ | ヴァスデーヴァ |              |              |              |              |            |            |            |            |            |            | ビーシュマカ | ビーシュマカ | ビーシュマカ | ビーシュマカ | ビーシュマカ     | ビーシュマカ     |                  |                  |                  |                  |          |          |              |              |              |              |              |              |  |  |  |  |  |  |  |  |
|  |  |                    |                    |                    |                    |                    |                    |                |                |                |                |              |              |              |              |            |            |            |            |            |            |              |              |              |              |                  |                  |                  |                  |                  |                  |          |          |              |              |              |              |              |              |  |  |  |  |  |  |  |  |
|  |  |                    |                    |                    |                    | クリシュナ         | クリシュナ         | クリシュナ     | クリシュナ     | クリシュナ     | クリシュナ     |              |              | ルクミニー   | ルクミニー   | ルクミニー | ルクミニー | ルクミニー | ルクミニー |            |            |              |              |              |              |                  |                  |                  |                  | ルクミン         | ルクミン         | ルクミン | ルクミン | ルクミン     | ルクミン     |              |              |              |              |  |  |  |  |  |  |  |  |
|  |  |                    |                    |                    |                    | クリシュナ         | クリシュナ         | クリシュナ     | クリシュナ     | クリシュナ     | クリシュナ     |              |              | ルクミニー   | ルクミニー   | ルクミニー | ルクミニー | ルクミニー | ルクミニー |            |            |              |              |              |              |                  |                  |                  |                  | ルクミン         | ルクミン         | ルクミン | ルクミン | ルクミン     | ルクミン     |              |              |              |              |  |  |  |  |  |  |  |  |
|  |  |                    |                    |                    |                    |                    |                    |                |                |                |                |              |              |              |              |            |            |            |            |            |            |              |              |              |              |                  |                  |                  |                  |                  |                  |          |          |              |              |              |              |              |              |  |  |  |  |  |  |  |  |
|  |  |                    |                    |                    |                    |                    |                    |                |                |                |                |              |              |              |              |            |            |            |            |            |            |              |              |              |              |                  |                  |                  |                  |                  |                  |          |          |              |              |              |              |              |              |  |  |  |  |  |  |  |  |
|  |  | マーヤーヴァティー | マーヤーヴァティー | マーヤーヴァティー | マーヤーヴァティー | マーヤーヴァティー | マーヤーヴァティー |                |                | プラデュムナ   | プラデュムナ   | プラデュムナ | プラデュムナ | プラデュムナ | プラデュムナ |            |            |            |            |            |            |              |              |              |              | ルクマヴァティー | ルクマヴァティー | ルクマヴァティー | ルクマヴァティー | ルクマヴァティー | ルクマヴァティー |          |          | 欠名         | 欠名         | 欠名         | 欠名         | 欠名         | 欠名         |  |  |  |  |  |  |  |  |
|  |  | マーヤーヴァティー | マーヤーヴァティー | マーヤーヴァティー | マーヤーヴァティー | マーヤーヴァティー | マーヤーヴァティー |                |                | プラデュムナ   | プラデュムナ   | プラデュムナ | プラデュムナ | プラデュムナ | プラデュムナ |            |            |            |            |            |            |              |              |              |              | ルクマヴァティー | ルクマヴァティー | ルクマヴァティー | ルクマヴァティー | ルクマヴァティー | ルクマヴァティー |          |          | 欠名         | 欠名         | 欠名         | 欠名         | 欠名         | 欠名         |  |  |  |  |  |  |  |  |
|  |  |                    |                    |                    |                    |                    |                    |                |                |                |                |              |              |              |              |            |            |            |            |            |            |              |              |              |              |                  |                  |                  |                  |                  |                  |          |          |              |              |              |              |              |              |  |  |  |  |  |  |  |  |
|  |  |                    |                    |                    |                    |                    |                    |                |                |                |                |              |              |              |              |            |            | アニルッダ | アニルッダ | アニルッダ | アニルッダ | アニルッダ   | アニルッダ   |              |              |                  |                  |                  |                  |                  |                  |          |          | ローチャナー | ローチャナー | ローチャナー | ローチャナー | ローチャナー | ローチャナー |  |  |  |  |  |  |  |  |
|  |  |                    |                    |                    |                    |                    |                    |                |                |                |                |              |              |              |              |            |            | アニルッダ | アニルッダ | アニルッダ | アニルッダ | アニルッダ   | アニルッダ   |              |              |                  |                  |                  |                  |                  |                  |          |          | ローチャナー | ローチャナー | ローチャナー | ローチャナー | ローチャナー | ローチャナー |  |  |  |  |  |  |  |  |
|  |  |                    |                    |                    |                    |                    |                    |                |                |                |                |              |              |              |              |            |            |            |            |            |            |              |              |              |              |                  |                  |                  |                  |                  |                  |          |          |              |              |              |              |              |              |  |  |  |  |  |  |  |  |

詩人カーリダーサの叙事詩『クマーラ・サムバヴァ』（軍神クマーラの誕生）によると、世界が悪魔ターラカの脅威にさらされたとき、世界を救えるのはシヴァ神とパールヴァティーの間に生まれた息子だけとされた。そこでシヴァ神の恋情を掻き立てて子供を作るよう仕向けるため、インドラ神の命でカーマが派遣された。カーマは妻のラティと友人のヴァサンタ（春）とともに、シヴァ神の修行の場に忍び込み、シヴァがパールヴァティーと一緒にいるときを見計らって、サンモーハナ（魅了）の矢を弓につがえた。するとシヴァとパールヴァティーは心を動かされたが、シヴァは自制して、心が乱れた原因を探った。そして弓を引き絞っているカーマの姿を発見し、第三の目から炎を発してカーマを灰にした。ラティは長い間嘆き悲しんだのち、火葬の炎に飛び込んで夫の後を追おうとした。すると天から声が響き、シヴァとパールヴァティーが結婚したとき、カーマも復活し、再会することができるだろうと予言した。

### 誕生

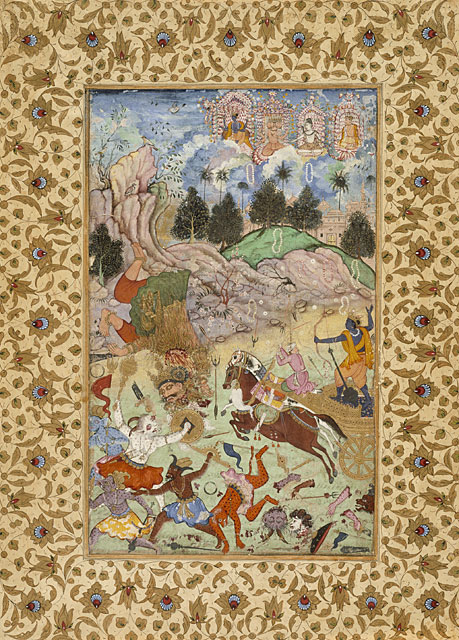
シャムバラを殺すプラデュムナ。1585年から1590年頃。ロサンゼルス・カウンティ美術館所蔵。

『バーガヴァタ・プラーナ』によると、シヴァ神の炎で焼かれて身体を失ったカーマ神はクリシュナの部分的顕現であり、再び身体を持ちたいと願った結果、クリシュナとルクミニーの子プラデュムナとして生まれることになった。ところがプラデュムナに命を奪われることを知った悪魔シャムバラは、生まれて間もないプラデュムナを攫って海に投げ捨てた。プラデュムナは海中で巨大魚に呑み込まれたが、さらにその魚は漁師の網にかかり、漁師たちによってシャムバラに献上された。悪魔の王宮で働いていた料理人が包丁で魚の腹を割くと赤子が出て来た。そのため驚いて調理場を監督していたシャムバラの召使いマーヤーヴァティーのところに連れて行った。この女性はカーマの妻ラティの生まれ変わりであり、聖仙ナーラダから赤子がカーマの生まれ変わりであることを聞かされた彼女は深い愛情で赤子を養育した。
プラデュムナはマーヤーヴァティーから与えられた特別な食事で急速に成長した。しかし、プラデュムナは母だと思っているマーヤーヴァティーが自分に対して恋人のように接することに耐えられなくなり、彼女にそのような振舞いを止めるよう抗議した。するとマーヤーヴァティーはプラデュムナがカーマの生まれ変わりであり、自分はその妻ラティであることを明かし、シャムバラを倒して本当の母ルクミニーのもとに帰らなければならないと助言した。プラデュムナは彼女からあらゆる魔術を無効にするマハーマーヤーと呼ばれる幻術を授けられ、彼女の助言にしたがってシャムバラと戦った。シャムバラは幻術をはじめとしてヤクシャ、ガンダルヴァ、ピシャーチャ、ナーガ、ラークシャサが用いるありとあらゆる妖術を駆使して戦ったが、プラデュムナはマハーマーヤーでそれら全てを打ち破り、最後に剣でシャムバラの首を両断した。その後、プラデュムナは自由に空を飛ぶマーヤーヴァティーとともに王都ドゥヴァーラカーに帰還した。

### その後
その後、プラデュムナはルクミンが娘ルクマヴァティーのために催したスヴァヤンヴァラ（婿選びの儀式）に参加し、求婚に現れたクシャトリヤたちを負かし、ルクマヴァティーを連れ去った。ルクミンはクリシュナと敵対していたが、ルクミニーを喜ばせるためにプラデュムナとルクマヴァティーの結婚を認めた。2人の間にはアニルッダが生まれた。
クリシュナがアスラ族の王バーナと戦争した際には、クリシュナとバララーマの指揮のもと、サーティヤキ、ガダ、シャームバ、サーラナ、ナンダ、ウパナンダ、バドラらとともに、軍勢を率いてバーナの王都を包囲した。シャールヴァ国王シャールヴァとの戦いでは、クリシュナ不在の中でもヴリシュニ族を率いて果敢に戦い、敵将ディユマーンを討った。

### 死
プラデュムナの死はヤドゥ族が破滅した日に訪れた。叙事詩『マハーバーラタ』によると、ヤドゥ族はクリシュナの発案で聖地巡礼の旅に出たが、酒にひどく酩酊し、たがいを罵倒するうちに殺し合いになった。その中心にいた人物の1人はプラデュムナであり、サーティヤキとともにクル・クシェートラの大戦争でカウラヴァに味方したクリタヴァルマンを罵ると、クリタヴァルマンとの間で口論になった。サーティヤキは激昂してクリタヴァルマンを斬り殺し、さらに多くの者を殺した。サーティヤキが大勢の者に囲まれると、プラデュムナは彼を助けるために戦ったが、両者ともに殺された。
『バーガヴァタ・プラーナ』は破滅の日にプラデュムナが戦った相手をシャームバとしている。ヤドゥ族の悲劇後、残された部族の王として即位したのはプラデュムナの孫のヴァジュラだった。